# Círculo de Lectores
Círculo de Lectores fou una empresa editorial en llengua castellana creada a Barcelona el 1962, pertanyent al Grup Planeta des del 2014, que funcionava com a club de llibres, amb socis que en rebien el catàleg de novetats i els podien adquirir per correspondència o en visites particulars dels agents del club. Cap a finals de la dècada del 1990 la companyia va arribar a tenir més d'un milió i mig de socis que rebien mensualment la revista del club, la qual més endavant va passar a tenir periodicitat bimensual; el 2010 posseïa una xarxa de més de 5.000 agents repartits por tot l'estat espanyol.
El 1989 va crear la marca Cercle de Lectors per al mercat en llengua catalana, que comptava amb més de 50.000 socis, i el 1994 Círculo del Arte, per a la difusió d'obra gràfica contemporània. Aquell any mateix es va fundar també l'editorial Galaxia Gutenberg, per poder comercialitzar al mercat les edicions publicades en exclusiva per Círculo de Lectores.
Una de les col·leccions que va publicar com a editorial, «Obras Completas de Círculo de Lectores», és una referència literària en llengua castellana, comparable a la col·lecció francesa de la Bibliothèque de la Pléiade.
El 2010, el Grup Planeta va adquirir al grup alemany Bertelsmann, propietari de Círculo de Lectores, el 50 % de la societat i el 2014 en va aconseguir el control total.
El 7 de novembre del 2019, Planeta va anunciar el tancament de la xarxa comercial, la pàgina web i tots els canals de venda de Círculo de Lectores i, a més, en va cedir l'arxiu a la Biblioteca Nacional d'Espanya, la qual es va quedar els exemplars que encara no tenia en dipòsit.